# Fredrik Johansson
Fredrik Johansson (Uppsala, 18 de març de 1978) va ser un ciclista suec professional del 2002 al 2009.

## Palmarès
- 2006
  - 1r al Gran Premi Demy-Cars
- 2007
  - 1r a la Ronda de l'Oise
- 2008
  - 1r al Gran Premi Möbel Alvisse
  - Vencedor d'una etapa de la Jelajah Malaysia
- 2009
  - Vencedor d'una etapa de la Fletxa del sud